# Новгородцев, Павел Иванович
Па́вел Ива́нович Новгоро́дцев (16 [28] февраля 1866, Бахмут — 23 апреля 1924, Прага) — российский учёный-правовед, философ

, историк, общественный и политический деятель. Один из видных представителей либерализма в России.

## Биография
Родился 16 (28) февраля 1866 года, сын харьковского купца 2-й гильдии. В 1884 году окончил Екатеринославскую гимназию с золотой медалью, после чего поступил на естественное отделение физико-математического факультета Московского университета, но уже через месяц перевёлся на юридический факультет. В 1888 году, после получения диплома 1-й степени, он был оставлен на два года в университете для подготовки к профессорскому званию. Был направлен изучать право в Берлине и Париже. С августа 1896 года — приват-доцент Московского университета по кафедре истории философии права.
В конце марта 1897 года защитил в Московском университете магистерскую диссертацию «Историческая школа юристов, её происхождение и судьба. Опыт характеристики основ школы Савиньи в их последовательном развитии», а в 1902 году в Петербургском университете защитил докторскую диссертацию «Кант и Гегель в их учениях о праве и государстве: Два типических построения в области философии права» (М.: Унив. тип., 1901. — 245 с.).
С февраля 1903 года — экстраординарный, с ноября 1904 года — ординарный профессор юридического факультета Московского университета по кафедре энциклопедии права и истории философии права. Одновременно с 1900 года преподавал на Высших женских курсах (с марта 1915 года — профессор), сотрудничал в журнале «Вопросы философии и психологии».

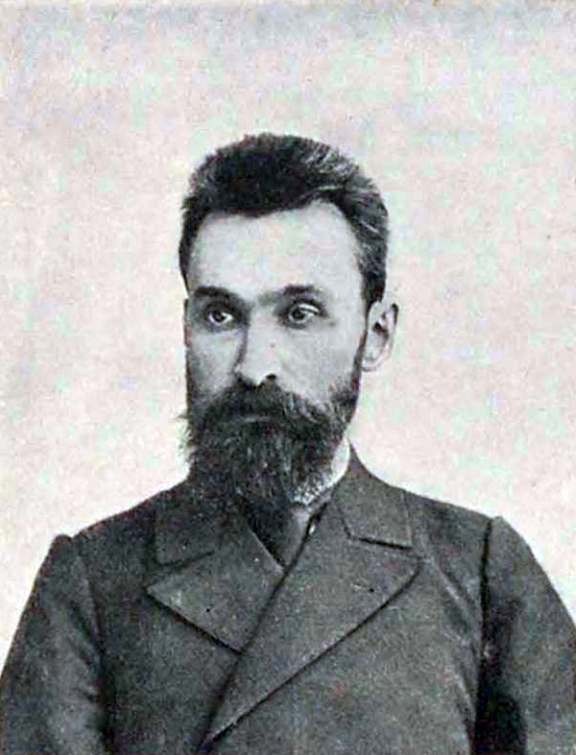
П. И. Новгородцев, 1906

С 1904 года Новгородцев был членом совета Союза Освобождения, в 1905 году вступил в конституционно-демократическую («кадетскую») партию. Как член партии, стал депутатом I Государственной Думы от родной Екатеринославской губернии. После роспуска думы, в числе многих других депутатов подписал «Выборгское воззвание» и был осуждён по ст. 129, ч. 1, п.п. 51 и 3 Уголовного Уложения и провёл три месяца в тюремном заключении. После освобождения отошёл от активной политической деятельности, сосредоточившись на научно-преподавательской работе. В 1906 году стал директором Московского коммерческого института, который возглавлял вплоть до 1918 года. В 1911 году, вместе с группой преподавателей Московского университета, уволился из университета в рамках так называемого «Дела Кассо».
В годы Первой мировой войны работал во Всероссийском Союзе городов, являлся московским уполномоченным Особого совещания по топливу. В марте 1917 года Новгородцев вновь был избран профессором Московского университета, и снова вошёл в ЦК кадетской партии. 25 июня 1917 года по списку кадетской партии был избран гласным Московской городской думы, присутствовал на первом заседании думы после октябрьского восстания в Москве, 6 ноября.
Член-учредитель Лиги русской культуры и её Временного комитета в Москве. В 1918 году проводил кадетские конференции в Екатеринодаре и Харькове. Являлся официальным оппонентом на защите диссертации своего ученика Ивана Ильина на тему «Философия Гегеля как учение о конкретности Бога и человека».
С конца лета 1918 года находился в расположении Белой армии на юге России. В конце 1918 года выехал за границу, сотрудничал в газете «Руль» (Берлин), однако в 1920 году вернулся в Крым, занятый войсками барона Врангеля; преподавал в Таврическом университете в Симферополе. В ноябре 1920 года эвакуировался из Крыма вместе с частями Русской армии. После эвакуации сначала жил в Берлине, с конца 1920 года — в Праге. В 1921—1922 годах читал лекции в Аахенской технической школе. Весной 1922 года основал и возглавил Русский юридический факультет в Праге. Принимал активное участие в деятельности Русской академической группы в Праге и создании Русского народного университета.

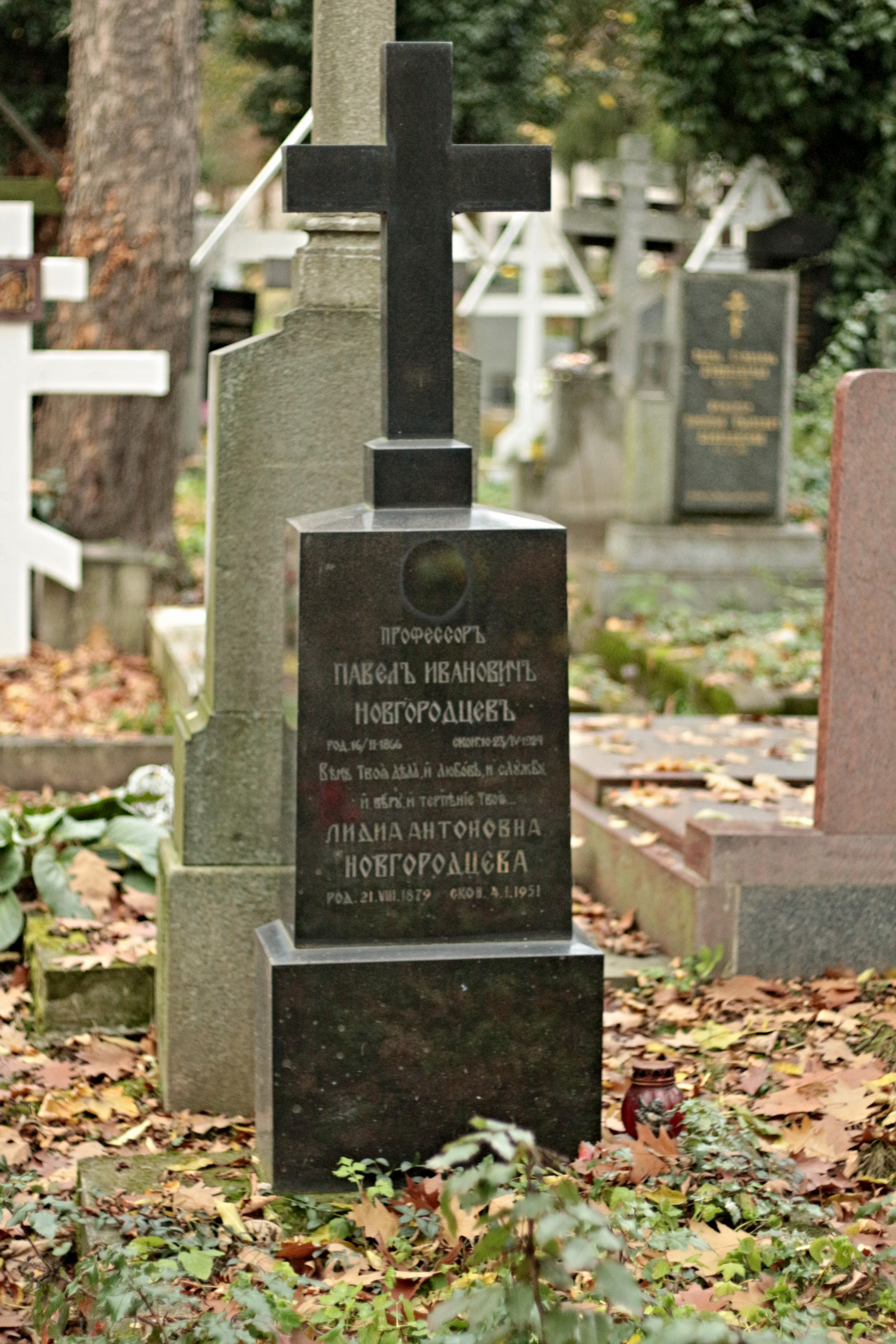
Могила П. И. и Л. А. Новгородцевых, индекс участка/index pozemku: 19, номер захоронения/číslo hrobu: 14, Ольшанское кладбище/Olšanské hřbitovy, 2ob, координаты/souřadnice: 50°04′50″ с. ш. 14°28′14″ в. д. HGЯO

Скончался в Праге 23 апреля 1924 года, похоронен на Ольшанском кладбище.

## Семья
Павел Иванович Новгородцев был женат на Лидии Антоновне, урождённой Будилович (21 августа 1879 — 4 января 1951), дочери филолога Антона Будиловича и племяннице священника, депутата IV Государственной думы о. Александра Будиловича.